# Hounds of Love
Hounds of Love è il quinto album in studio della cantautrice britannica Kate Bush, pubblicato il 16 settembre 1985 dalla EMI.

## Descrizione
Pubblicato nel settembre del 1985, è il quinto album di Kate Bush. Prodotto nuovamente dalla cantautrice, venne registrato presso il suo studio privato. L'album è stato accolto molto calorosamente da fan e critica, specialmente grazie al successo planetario ottenuto dal singolo Running Up That Hill. Viene considerato dalla maggior parte dei fan il suo miglior album. Grande popolarità ha anche avuto il video del secondo singolo Cloudbusting  che raggiunge la seconda posizione massima, ispirato alla vita di Wilhelm Reich e interpretato da Donald Sutherland; per il video viene ingaggiato il personale tecnico che lavorò al film Alien e la Bush venne premiata ai Music Video Awards come miglior interprete femminile.
L'album è diviso in due parti, Hounds of Love e The Ninth Wave. La seconda parte è un concept ed è una narrazione musicale di una storia con diverse interpretazioni. Quella più accreditata (avvalorata inoltre dalle parole della stessa artista) è che riguardi una donna che si ritrova a galleggiare in mare osservando le stelle e che perde poco a poco lucidità. I singoli prodotti furono quattro: Running Up That Hill, Cloudbusting, Hounds of Love, The Big Sky. Tra i brani non inclusi nell'album la splendida Not this time inspiegabilmente rilasciata solo come bside. Oltre a quest'ultima The Handsome Cabin Boy fu il retro del singolo Hounds of love ed anch'esso non fu incluso nell'album.
Nel 1992 il disco fu ristampato con l'inserimento di alcune canzoni come il singolo Be Kind To My Mistakes uscito nell'87, alcuni remix, la canzone Under The Ivy b-side di Running up thet hill, Burning Bridge e My Lagan Love, in cui Kate Bush canta senza nessun accompagnamento musicale.

## Tracce
Lato A: Hounds of Love
1. Running Up That Hill (A Deal with God) – 5:03
2. Hounds of Love – 3:02
3. The Big Sky – 4:41
4. Mother Stands for Comfort – 3:07
5. Cloudbusting – 5:10

Lato B: The Ninth Wave
1. And Dream of Sheep – 2:45
2. Under Ice – 2:21
3. Waking the Witch – 4:18
4. Watching You Without Me – 4:06
5. Jig of Life – 4:04
6. Hello Earth – 6:13
7. The Morning Fog – 2:34

## Versione 1997
Nel 1997 è uscita una versione ristampata del cd contenente diverse tracce aggiuntive:
- The Big Sky (Meteorological Mix)
- Running Up That Hill (12" Mix)
- Be Kind To My Mistakes
- Under The Ivy
- Burning Bridge
- My Lagan Love

## Classifiche

### Classifiche settimanali
| Classifica (1985-2023) | Posizione massima |
| ---------------------- | ----------------- |
| Australia              | 6                 |
| Austria                | 14                |
| Canada                 | 7                 |
| Danimarca              | 9                 |
| Europa                 | 7                 |
| Finlandia              | 4                 |
| Francia                | 9                 |
| Germania               | 2                 |
| Giappone               | 36                |
| Islanda                | 30                |
| Lituania               | 74                |
| Norvegia               | 12                |
| Nuova Zelanda          | 17                |
| Paesi Bassi            | 1                 |
| Regno Unito            | 1                 |
| Stati Uniti            | 12                |
| Svezia                 | 9                 |
| Svizzera               | 3                 |
| Ungheria               | 30                |

### Classifiche di fine anno
| Classifica (1985) | Posizione |
| ----------------- | --------- |
| Australia         | 79        |
| Canada            | 32        |
| Germania          | 49        |
| Paesi Bassi       | 12        |
| Regno Unito       | 14        |
| Classifica (1986) | Posizione |
| Canada            | 85        |
| Europa            | 36        |
| Germania          | 39        |
| Paesi Bassi       | 89        |
| Regno Unito       | 47        |
| Classifica (2022) | Posizione |
| Paesi Bassi       | 81        |